# Armenien ved sommer-OL 2020
Armenien deltog under Sommer-OL 2020 i Tokyo som bliver afviklet i perioden 23. juli til 8. august 2021.

## Medaljer
| 2020 Tokyo | Guld | Sølv | Bronze | Total |
| Armenien   | 0    | 2    | 2      | 4     |

### Medaljevinderne
| Armenien under sommer-OL 2020 i Tokyo | Armenien under sommer-OL 2020 i Tokyo | Armenien under sommer-OL 2020 i Tokyo | Armenien under sommer-OL 2020 i Tokyo | Armenien under sommer-OL 2020 i Tokyo |
| Medalje                               | Navn                                  | Sport                                 | Event                                 | Dato                                  |
| ------------------------------------- | ------------------------------------- | ------------------------------------- | ------------------------------------- | ------------------------------------- |
| Sølv                                  | Artur Aleksanyan                      | Brydning                              | Mændenes 97 kg græsk-romersk stil     | 3. august                             |
| Sølv                                  | Simon Martirosyan                     | Vægtløftning                          | Mændenes 109 kg                       | 3. august                             |
| Bronze                                | Artur Davtyan                         | Gymnastik                             | Mændenes spring over hest             | 2. august                             |
| Bronze                                | Hovhannes Bachkov                     | Boksning                              | Men's lightweight                     | 6. august                             |